# Ruta Estatal de California 104
La Ruta Estatal de California 104, abreviada SR 104 (en inglés: California State Route 104), es una carretera estatal estadounidense ubicada en el estado de California. La carretera inicia en el Oeste desde la SR 99     en Galt hacia el Este en la SR 49     en Sutter Creek. La carretera tiene una longitud de 58 km (36.04 mi).

## Mantenimiento
Al igual que las autopistas interestatales, y las rutas federales y el resto de carreteras estatales, la Ruta Estatal de California 104 es administrada y mantenida por el Departamento de Transporte de California por sus siglas en inglés Caltrans.